# Hilda Bynoe
Dame Hilda Louisa Bynoe, DBE (geb. Gibbs; 18. November 1921, Crochu, Grenada, British West Indies; † 6. April 2013, Trinidad, Trinidad und Tobago) war Gouverneurin von Grenada 1967 bis 1972.
Ursprünglich Ärztin und Krankenhausmanagerin, war Bynoe bisher die einzige Frau die Gouverneur in einer der Britischen Dependanzen wurde und die erste weibliche Gouverneurin eines Landes des Commonwealth of Nations als Governor von Grenada, Cariacou und Petit Martinique. Den größten Teil ihrer Karriere verbrachte sie als Dozentin und Doktorin in Trinidad und Tobago.

## Leben
Bynoe wurde in Crochu, Grenada, West Indies, geboren und erhielt ihre Schulbildung in der Dorfschule, wo ihr Vater, Thomas Joseph Gibbs, Schulleiter war und wo ihre Mutter, Schwester und Tanten schon Lehrer gewesen waren. Später ging sie an St. Joseph’s Convent, die einzige katholische weiterführende Schule für Mädchen. Als Erwachsene wirkte sie zunächst einige Jahre als Lehrerin im Convent of St. Joseph in San Fernando, Trinidad und Tobago, und später an der Bishop Anstey High School in Port of Spain, wo sie auch Wissenschaftsstudentin war. 1944 ging sie nach Europa um Medizin zu studieren. Sie graduierte 1951 an der University of London (Royal Free Hospital), der damaligen London School of Medicine for Women. Nach ihrer Heirat mit Peter Cecil Alexander Bynoe kehrte die Familie 1953 in die West Indies zurück und Hilda Bynoe wirkte in Guyana und Trinidad für die nächsten fünfzehn Jahre.

### Gouverneurin von Grenada
Im Juni 1968 wurde sie zum Governor of Grenada ernannt als erste weibliche Gouverneurin im British Commonwealth und erste Einheimische von Grenada auf diesem Posten. Sie wurde 1969 durch Elisabeth II. als Dame Commander of the Order of the British Empire geadelt.
Im Januar 1974, nach Demonstrationen, die ihren Rücktritt forderten, hielt Bynoe eine Ansprache im Radio, in welcher sie um öffentliche Unterstützung warb. Der damalige Premierminister Eric Gairy forderte die Königin auf, Bynoe zu entlassen und beschuldigte Bynoe die Autorität des Premiers zu untergraben. Als dies nicht fruchtete, bat Gairy bei der Queen um seinen Rücktritt, was ihm gewährt wurde.

## Familie
Hilda Bynoe war verheiratet mit Peter Cecil Alexander Bynoe, einem Offizier der Offizier der Royal Air Force aus Trinidad. Das Paar hatte zwei Söhne, Roland und Michael.
1990 trat Bynoe zurück um sich dem Schreiben zu widmen und zeit für die Betreuung ihrer Enkelinnen zu haben. Sie führte ihre Schirmherrschaft für mehrere Organisationen weiter, inklusive der Schirmherrschaft über das Caribbean College of Family Physicians, die John Hayes Memorial Kidney Foundation und die Caribbean Women’s Association. Sie starb im Alter von 91 Jahren in Trinidad.